# Khalifa Mubarak
Khalifa Mubarak Ghanem (ur. 30 października 1993) – emiracki piłkarz występujący na pozycji obrońca w drużynie Al-Nasr.

## Kariera piłkarska
Mubarak reprezentuje barwy klubu Al-Nasr od 2012 roku. 14 listopada 2017 roku zadebiutował w barwach reprezentacji kraju w towarzyskim meczu przeciwko Uzbekistanowi. Na przełomie 2017 i 2018 roku pojechał na Puchar Zatoki Perskiej, gdzie ZEA zajęło drugie miejsce. W 2019 został powołany na Puchar Azji 2019.